# Conakry
Conakry (Kɔnakiri în limba sosso) este capitala Guineei și cel mai mare oraș al acestei țări, având un sfert din populația țării. Conakry este port la Oceanul Atlantic și cel mai important centru economic, financiar și cultural al țării.

## Așezare
Localitatea Conakry în primă fază ocupa doar insula Tambo, insulă ce aparține Insulelor Los, acum s-a extins și pe peninsula Kaloum, azi acestea fiind unite printr-un istm.

## Istorie
Conakry a fost întemeiată după ce insula a fost cedată de britanici francezilor în 1887. A devenit capitală a Guineei Franceze în jurul anului 1904.

## Sectoare
Capitala guineeană este formată din 5 sectoare. Începând cu vârful peninsulei acestea sunt: Kaloum - centrul orașului, Dixinn - aici se află universitatea și majoritatea ambasadelor, Ratoma - cunoscută pentru viața de noapte, Matam și Matoto - unde se găsește aeroportul Gbessia. Sistemul de numerotare în Conakry etichetează toate străzile cu silaba KA urmată de 3 cifre, număr impar pentru străzile orientate în direcția nord-sud și pare ptr cele orientate în direcția est-vest, de exemplu KA044.

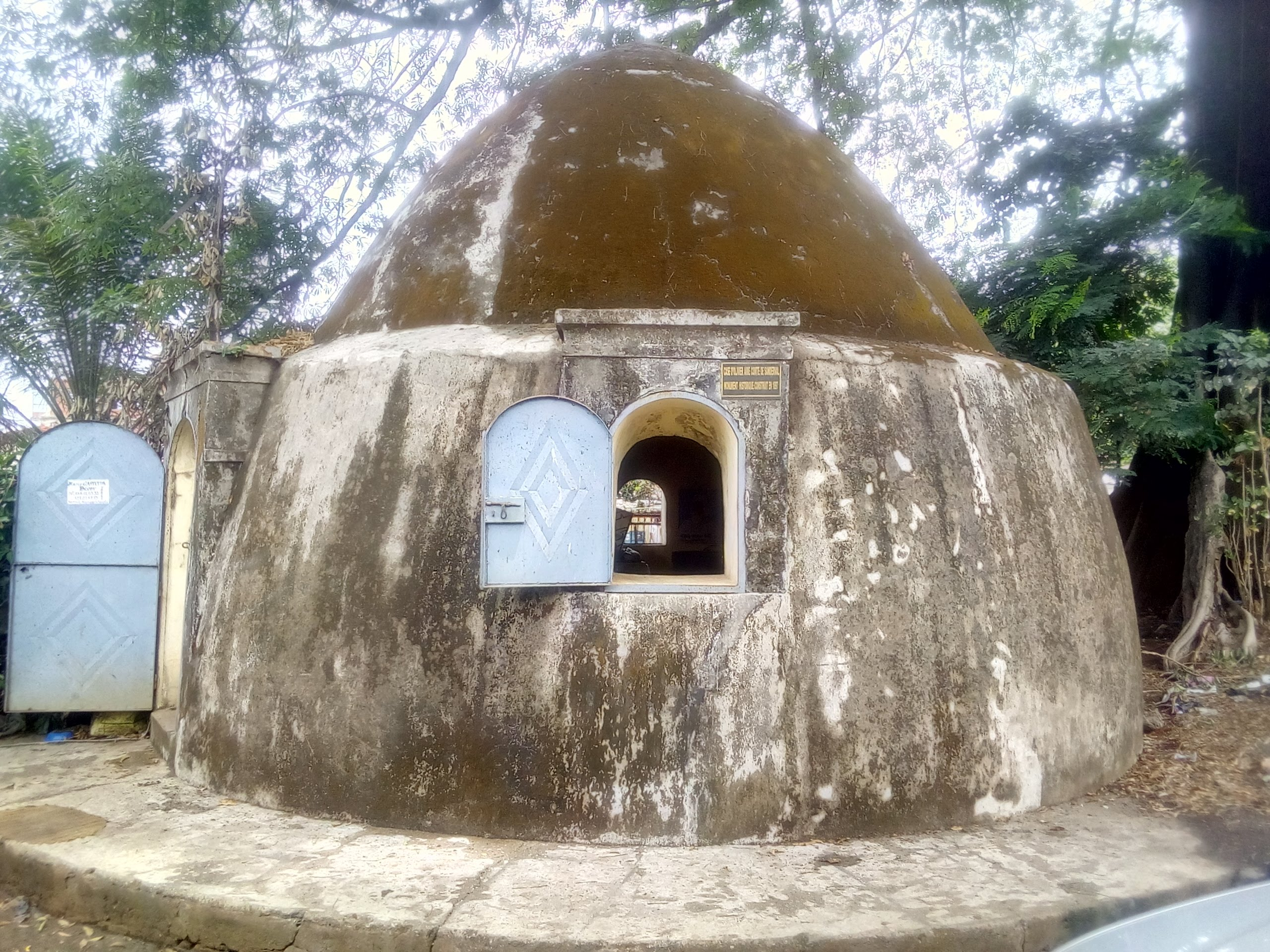

## Turism
- Muzeul Național al Guineei
- Guinea Palais de Peuple
- Marea Moschee din Guineea
- Viața de noapte din Iles de Los
- Grădinile Botanice